# Villeneuve-de-Rivière
 Villeneuve-de-Rivière  es una población y comuna francesa, en la región de Mediodía-Pirineos, departamento de Alto Garona, en el distrito de Saint-Gaudens y cantón de Saint-Gaudens.

## Demografía
| 829 | 886 | 1089 | 1273 | 1341 | 1360 |
| Para los censos de 1962 a 1999 la población legal corresponde a la población sin duplicidades (Fuente: INSEE [Consultar]) |     |      |      |      |      |